# Урпо Ілонен
Урпо Ілонен (фін. Urpo Ylönen, нар. 25 травня 1943, Приозерськ) — фінський хокеїст, що грав на позиції воротаря. Грав за збірну команду Фінляндії.

## Ігрова кар'єра
Професійну хокейну кар'єру розпочав 1957 року.
Протягом професійної клубної ігрової кар'єри, що тривала 26 років, захищав кольори команд ТуТо, ТПС та «Фрайбург».
Виступав за збірну Фінляндії. 
У 1988 Пекка прийнятий до слави залу фінського хокею, а 1997 до зали слави ІІХФ.

## Тренерська кар'єра
Після ігрової кар'єри Ілонен тривалий час був тренером воротарів ТПС. Багато європейських експертів назвали Ілонена «найкращим тренером воротарів у Європі, якщо не у світі». Серед його вихованців такі відомі голкіпери, як  Міікка Кіпрусофф, Фредрік Норрена, Антеро Нііттімякі, Александр Салак, Арі Суландер та інші.

## Нагороди та досягнення
- Найкращий воротар чемпіонату світу — 1970.